# Дмитрович, Марина
Марина Дмитрович (серб. Марина Дмитровић / Marina Dmitrović; род. 23 марта 1988, Белград) — сербская гандболистка, правая крайняя македонского клуба «Вардар» и женской сборной Сербии. Серебряный призёр чемпионата мира 2013 года.

## Достижения

### Клубные
- Чемпионка Македонии: 2013

### В сборной
- Серебряный призёр чемпионата мира 2013